# هیلده اشرادر
هیلده اشرادر (آلمانی: Hilde Schrader؛ ۴ ژانویه ۱۹۱۰ – ۲۳ مارس ۱۹۶۶) یک شناگر اهل آلمان بود.
از افتخارات وی میتوان به کسب مدال طلا ۲۰۰ متر قورباغه زنان در بازی‌های المپیک تابستانی ۱۹۲۸ اشاره کرد.